# Carex burttii
Espèce
Classification phylogénétique
Carex burttii est une espèce de plantes du genre Carex et de la famille des Cyperaceae.